# Співай пісню, поете...
«Співай пісню, поете…» (рос. «Пой песню, поэт…») — радянський художній фільм режисера Сергія Урусевського, що складається з новел і ілюструє життєвий і творчий шлях поета Сергія Єсеніна. Фільм знятий у 1971 році. На екрани вийшов у березні 1973 року.

## Сюжет
Кінокартина вибудувана на перетині фактів біографії Сергія Єсеніна і фрагментів його літературних творів (віршів, поеми «Анна Снєгіна»).

## У ролях
- Сергій Никоненко —  Сергій Єсенін
- Наталія Ужвій —  Тетяна Федорівна Єсеніна, мати поета
- Андрій Костричкин —  дід Єсеніна
- Наталія Бєлохвостікова —  Анна Снєгіна
- Тетяна Ігнатова —  Танюша
- Євген Кіндінов —  русявий хлопець
- Борис Хмельницький —  дядько Єсеніна
- Олександр Ханов —  мельник
- Світлана Суховєй —  дівчинка з коровою
- Валерій Хлевінський —  паромщик
- Олена Корєнєва —  дівчина на поромі
- Фарик Захарян —  Єсенін-хлопчик

## Знімальна група
- Автори сценарію: Геннадій Шпаликов,  Сергій Урусевський
- Режисер-постановник:  Сергій Урусевський
- Головний оператор:  Сергій Урусевський
- Головний художник:  Давид Виницький
- Композитор:  Кирило Молчанов